# 君が想い出になる前に
『君が想い出になる前に』（きみがおもいでになるまえに）は、関西テレビ制作、フジテレビ系列で2004年7月6日から9月14日に毎週火曜日の22:00～22:54に放送されていた日本のテレビドラマ。全11回。初回は10分拡大の22:10 - 23:14に放送。主演は観月ありさ。

## あらすじ
スタイリストの佐伯奈緒（観月ありさ）は、海外に転勤した姉・美穂の自宅に留守番を兼ねて住んでいた。ある日、奈緒に一本の電話が鳴った。美穂が亡くなったという知らせだった。美穂と夫で奈緒の義兄の望月光彦（椎名桔平）と一人息子の祐輔（広田亮平）がドライブ中に立ち寄ったドライブインで物取り目的の強盗に襲われ、美穂は銃で撃たれ死亡、光彦と祐輔は難を逃れ無事だった。
帰国した光彦の頭には包帯が巻かれていた。光彦は美穂の遺骨を抱きつつも、その様子はどこか上の空。実は頭部を撃たれた光彦は、記憶喪失状態になっていた…。

## キャスト
- 佐伯奈緒（観月ありさ）

スタイリスト。行動力のある自立した女性。不安と隣り合わせに生きる光彦の面倒を見る中で惹かれてしまう。
- 望月光彦（椎名桔平）

利益のためなら手段を選ばないドライなエリート社員。海外勤務先で事件に遭遇し、頭部を撃たれた衝撃で記憶喪失状態になる。
- 富田ちひろ（加藤あい）

奈緒の後輩。仕事を休むことが増えた奈緒の代役を任されるようになり、嬉しく思う。密かに和也が好き。
- 結城和也（玉山鉄二）

広告代理店に勤務している。優しく頼れる奈緒の恋人。面倒見がよく、祐輔のよき遊び相手に。冷徹と噂される光彦の素性が気になる。
- 阿久津順子（木村多江）

美穂と同期のキャリアウーマン。光彦と同じ会社に勤め、帰国後のケアに協力。光彦に思いを寄せる。
- 杉山悟（山口馬木也）
- 小野寺慶（松崎しげる）
- 望月美穂（森口瑤子）

優等生タイプの奈緒の姉。職場の上司の光彦と結婚し、幸せな人生の中での悲劇だった。ドライブ中に立ち寄ったドライブインで物取り目的の強盗に襲われ、銃で撃たれ死亡。
- 望月祐輔（広田亮平）

光彦と美穂の息子。光彦だけに心を開く。悲しい境遇に泣きわめきたいが、子供ながらに気丈にふるまう。
- 村岡優子（中山恵）
- 清原早苗（大塚良重）
- 藤嶋豪太（相島一之）
- 田辺芳子（草村礼子）
- 柏木孝行（平泉成）
- 佐伯正次郎（小野武彦）

昔かたぎで頑固な、奈緒と美穂の父で山梨でブドウ園を経営している。美穂の結婚に反対していたため、光彦への怒りは頂点に。
- 堤エリカ（上原多香子）

ほか

## スタッフ
- 脚本：清水友佳子、横田理恵、李正姫
- 音楽：西村由紀江（ヤマハ音楽振興会）
- プロデューサー：笠置高弘（関西テレビ）、小椋久雄（共同テレビ）、谷古浩子（共同テレビ）
- 演出：河野圭太、小林義則、石川淳一
- 制作：関西テレビ、共同テレビ

## 放送日程
| 第1話                                                      | 2004年7月06日 | 消えてゆく愛   | 14.0% |
| 第2話                                                      | 2004年7月13日 | 新しい絆       | 13.7% |
| 第3話                                                      | 2004年7月20日 | 見知らぬ過去   | 12.2% |
| 第4話                                                      | 2004年7月27日 | 嵐の予感       | 12.4% |
| 第5話                                                      | 2004年8月03日 | 衝撃の告白     | 9.4%  |
| 第6話                                                      | 2004年8月10日 | 初めての嘘     | 11.7% |
| 第7話                                                      | 2004年8月17日 | 壊れてゆく愛   | 10.3% |
| 第8話                                                      | 2004年8月24日 | 哀しみの結末   | 10.1% |
| 第9話                                                      | 2004年8月31日 | 消せない疑惑   | 11.9% |
| 第10話                                                     | 2004年9月07日 | 過去への旅立ち | 11.7% |
| 最終話                                                     | 2004年9月14日 | 君を忘れない   | 12.1% |
| 平均視聴率 11.8%（視聴率は関東地区・ビデオリサーチ社調べ） |               |                |       |

## 主題歌
- 「ALL FOR YOU」安室奈美恵（avex trax）